# Сарджент, Элвин
Э́лвин Са́рджент  (англ. Alvin Sargent, 12 апреля 1927, Филадельфия, Пенсильвания, США — 9 мая 2019, Сиэтл, штат Вашингтон, США) — американский сценарист, лауреат премий «Оскар», BAFTA и «Сатурн».

## Биография
Элвин Сарджент родился в 1927 году в Филадельфии, штат Пенсильвания. Его брат, Херберт Сарджент (1923—2005), тоже был сценаристом.
Был женат на актрисе Джоан Кемден (1929—2000) и продюсере Лоре Зискин, которая умерла от рака молочной железы 12 июня 2011 года в Санта-Монике.

## Фильмография
| Год  |   | Русское название                            | Оригинальное название                                 | Роль      |
| ---- | - | ------------------------------------------- | ----------------------------------------------------- | --------- |
| 1972 | ф | Влияние гамма-лучей на поведение маргариток | The Effect of Gamma Rays on Man-in-the-Moon Marigolds | сценарист |
| 1973 | ф | Бумажная луна                               | Paper Moon                                            | сценарист |
| 1977 | ф | Джулия                                      | Julia                                                 | сценарист |
| 1980 | ф | Обыкновенные люди                           | Ordinary People                                       | сценарист |
| 1990 | ф | Белый дворец                                | White Palace                                          | сценарист |
| 1991 | ф | Чужие деньги                                | Other People's Money                                  | сценарист |
| 1996 | ф | Богус                                       | Bogus                                                 | сценарист |
| 1999 | ф | Где угодно, только не здесь                 | Anywhere But Here                                     | сценарист |
| 2002 | ф | Неверная                                    | Unfaithful                                            | сценарист |
| 2004 | ф | Человек-паук 2                              | Spider-Man                                            | сценарист |
| 2007 | ф | Человек-паук 3: Враг в отражении            | Spider-Man 3                                          | сценарист |
| 2012 | ф | Новый Человек-паук                          | The Amazing Spider-Man                                | сценарист |

## Награды и номинации
| Премия                         | Категория                                   | Год  | Фильм               | Итог      |
| ------------------------------ | ------------------------------------------- | ---- | ------------------- | --------- |
| «Оскар»                        | Лучший адаптированный сценарий              | 1974 | «Бумажная луна»     | Номинация |
| «Оскар»                        | Лучший адаптированный сценарий              | 1978 | «Джулия»            | Награда   |
| «Оскар»                        | Лучший адаптированный сценарий              | 1981 | «Обыкновенные люди» | Награда   |
| «Золотой глобус»               | Лучший сценарий                             | 1978 | «Джулия»            | Номинация |
| «Золотой глобус»               | Лучший сценарий                             | 1981 | «Обыкновенные люди» | Номинация |
| BAFTA                          | Лучший сценарий                             | 1979 | «Джулия»            | Награда   |
| «Сатурн»                       | Лучший сценарий                             | 2005 | «Человек-паук 2»    | Награда   |
| Премия Гильдии сценаристов США | Best Drama Adapted from Another Medium      | 1974 | «Бумажная луна»     | Награда   |
| Премия Гильдии сценаристов США | Best Drama Adapted from Another Medium      | 1978 | «Джулия»            | Награда   |
| Премия Гильдии сценаристов США | Best Drama Adapted from Another Medium      | 1981 | «Обыкновенные люди» | Награда   |
| Премия Гильдии сценаристов США | Laurel Award for Screen Writing Achievement | 1991 |                     | Награда   |